# Air America (Fernsehserie)
Air America ist eine US-amerikanische Krimi-Action-Fernsehserie. Sie basiert nicht auf dem gleichnamigen Film aus dem Jahr 1990 mit Mel Gibson in der Hauptrolle. Der Hauptdarsteller ist Lorenzo Lamas. In Nordamerika wurde die Serie per Syndikation vertrieben, während sie in Deutschland auf Sat.1 gezeigt wurde.

## Hintergrund
Rio Arnett (Lorenzo Lamas) und Wiley Farrell (Scott Plank) arbeiten für die Fluggesellschaft Air America auf der Insel Costa Perdida. Hauptsächlich fliegen die beiden Ex-Air-Force-Piloten Touristen von den USA auf die Insel und wieder zurück. Dieser Touristenflugbetrieb ist allerdings nur Tarnung, denn in Wirklichkeit arbeiten beide für die CIA. 
Ihr direkter Vorgesetzter ist Jenner (Arthur Roberts) und ihr Verbindungsmann auf der Insel ist Edward Ferman (Gary Wood). Es gibt nur ein größeres Hotel auf der Insel, die Besitzerin des „Parador“ ist Alison Stratton (Diana Barton), die oft unfreiwillig in die Fälle von Air America verwickelt wird.

## Handlung
Neben ihrer Arbeit als Piloten für die Fluggesellschaft sind Rio und Wiley mit ihrer Arbeit für die CIA beschäftigt. Oft sind die Opfer oder Täter Gäste des „Parador“ und so ist das Hotel in fast jeder Serienfolge Schauplatz von Kämpfen, mit den Fäusten oder auch mit Waffen. Die Hauptaufgabe der beiden besteht in Personenschutz, Ermittlungen und Auffinden von flüchtigen Tätern. 
Gerade Wiley gerät häufig in Schwierigkeiten, weil er gerne mehr Geld verdienen möchte und ein Macho ist, der gerne Frauen aufreißt. Rio rettet ihn regelmäßig und findet später in der Serie seinen Vater wieder, von dem er glaubte, er wäre tot.
Furman, der Verbindungsmann, hat selbst seine eigenen, nicht ganz legalen, Geschäfte laufen und kommt damit Rio und Wiley immer wieder in die Quere. Allison regt sich regelmäßig über die Störungen ihres Hotelbetriebes auf, doch in Wirklichkeit hat sie Wiley lieb gewonnen und sich in Rio verliebt; der hegt dieselben Gefühle, doch ist ihm seine Arbeit zu wichtig, um die Beziehung zu intensivieren.

## Episodenguide
| Episode | Deutscher Titel              | Originaltitel                   |
| ------- | ---------------------------- | ------------------------------- |
| 01      | Betrayel                     | Operation Jaguar                |
| 02      | Verraten und verkauft        | Safe Passage                    |
| 03      | Goldfieber                   | Old Gold                        |
| 04      | Der Killervirus              | Fever                           |
| 05      | Der Augenzeuge               | The Witness                     |
| 06      | Geschäfte mit dem Tod        | The Cure                        |
| 07      | Bis daß der Tod uns scheidet | 'til Death                      |
| 08      | Im Fadenkreuz                | Crosshairs                      |
| 09      | Leibwächter des Teufels      | The Hit                         |
| 10      | Die fliegende Reporterin     | Blown Awa                       |
| 11      | Stalins Erbe                 | American Gulag                  |
| 12      | Das rote U-Boot              | Red Sub                         |
| 13      | Plutonium                    | Seller's Market                 |
| 14      | Die vergessene Stadt         | Lost City                       |
| 15      | Entführung aus Liebe         | The Rescue                      |
| 16      | Freiheit für Buenaventura    | Hostage Situation               |
| 17      | Spurlos verschwunden         | Abduction                       |
| 18      | Wunderglaube                 | The Miracle                     |
| 19      | Eine alte Liebe              | Rebound                         |
| 20      | Ungleiche Brüder             | Heartbreak Hotel                |
| 21      | Falschgeld                   | Engraved Danger                 |
| 22      | Flugangst                    | Fear Of Flying                  |
| 23      | Der Fluch des Jaguars        | Catch-23                        |
| 24      | High Noon in Costa Perdida   | High Noon In Costa Perdida      |
| 25      | Auf der Anklagebank          | The Court-martial Of Rio Arnett |
| 26      | Im Auge des Sturms           | Eye Of The Storm                |

## Regisseure der Serie
- Dimitri Logothetis (11 Folgen)
- David Worth (8 Folgen)
- Rex Piano (5 Folgen)

## Trivia
- Für die Serie hat sich Lorenzo Lamas seine langen Haare abschneiden lassen.
- Die Serie wurde in Ventura, Kalifornien gedreht.